# 疏花帚菊
疏花帚菊（学名：Pertya corymbosa）为菊科帚菊属的植物，是中国的特有植物。分布于中国大陆的湖南、广西等地，多生长于山地密林中，目前尚未由人工引种栽培。